# René Fromage
Pour les articles homonymes, voir Fromage (homonymie).
 (décembre 2009).
René Fromage (Lyon, 25 novembre 1901 - Saint-Étienne, 25 mai 1945 est un contremaître armurier puis administrateur de journaux communistes, membre en 1925-1926, du Comité central du Parti communiste français (PCF) puis secrétaire de la Région communiste limousine de 1928 à 1933. Il fut maire adjoint de Bagnolet de 1935 à 1940.

## Biographie
(janvier 2015).
- 1901 : son père est ouvrier teinturier à Villeurbanne.
- 1912 : il fait sa première communion, à Saint-Étienne.

En 1916, il adhère à l'association des Amis de l'Orphelinat d'Épône, groupe formé d'anarchistes, de pacifistes et de syndicalistes. L'année suivante, il adhère au syndicat des métaux de Saint-Étienne. Durant ces deux années, il lit de nombreux ouvrages d'Anatole France, de Balzac et de Gorki. En décembre, il est profondément marqué par la grande grève des ouvriers de Saint-Étienne. En 1918, l'échec du mouvement de mai le conduit à déchirer sa carte syndicale. 
- 1919 : il adhère aux Jeunesses socialistes.
- 1920 : il est secrétaire du groupe des Jeunesses socialistes de Saint-Étienne. En décembre, sa section socialiste adhère presque unanimement à la III e Internationale.
- 1921 : il est condamné à deux mois de prison avec sursis pour propagande antimilitariste. En décembre 1921, au congrès du PC de Marseille, mis en minorité dans sa section, il ne reprend pas sa carte.
- 1924 : il ré-adhère au PC. En avril, à la suite d'une grève générale des métaux de Saint-Étienne, il est licencié. En juin, il se marie. En décembre, il suit les cours de l'École léniniste de Bobigny.
- 1925 : lors du congrès de Clichy du PC, il est élu au Comité central et nommé secrétaire permanent pour la région lyonnaise.
- 1926 : dans le cadre de la préparation du congrès de Lille du PC, l'Humanité publie sa contribution à la « Tribune de discussion », intitulée Les tâches du Parti, mais le congrès ne le reconduit pas au Comité central. En décembre, lors d'une réunion du Bureau politique (BP), Pierre Semard affirme que Fromage, qui participe au VIIe Exécutif de l'Internationale communiste, a rendu visite à Grigori Zinoviev et Trotski et que ceux-ci l'ont encouragé à un travail fractionnel. Fromage dit reconnaître ses erreurs.
- 1927 : demeuré en Russie, il adresse un article aux Cahiers du Bolchevisme sur « Le fonctionnement d'un trust d'État en URSS ».
- 1928 : de retour en France, il fait, à Bagnolet, où son père à présent exploite un hôtel-restaurant, des comptes rendus de son séjour en URSS. En juin, les Cahiers du Bolchevisme publient un article où, sous un pseudonyme, il se montre hostile à Trotski. Après avoir effectué une délégation dans le Nord pendant les grèves du Textile, le BP lui demande d'intégrer le secrétariat de la Région limousine, tout le conservant à la disposition de la Région Nord.
- 1929 : il est arrêté, mais obtient un non-lieu. Au congrès du PC de Saint-Denis, délégué de la Région limousine, il émet des réserves sur le rapport de Semard, à propos de la tactique électorale.
- 1932 : selon la police, il assure également le secrétariat du rayon communiste de Limoges. En mai, le PC en fait son candidat aux législatives dans la première circonscription de Limoges.
- 1933 : il quitte la Haute-Vienne pour venir à Bagnolet gérer le restaurant de son père.
- 1935 : il s'établit comme armurier à Bagnolet, où il est élu conseiller municipal.
- 1938 : il est comptable à l'Humanité.
- 1939 : il devient chef des ventes au quotidien du PCF. En septembre, il est arrêté pour "propagande antifrançaise".
- 1940 : il est déchu de son mandat de conseiller municipal. En juin, il, part en Haute-Loire.
- 1941 : il est arrêté dans ce département, il est emprisonné.
- 1943 : il est libéré et mis en résidence surveillée.
- 1944 : il retrouve son siège au conseil municipal de Bagnolet.
- 1945 : il est reconduit conseiller municipal un mois avant sa mort.
- 1952 : la mention « Mort pour la France » est apposée sur son acte de naissance.